# Dolinka Chłabowska
Dolinka Chłabowska – dolina reglowa w polskich Tatrach Zachodnich, znajdująca się pomiędzy Doliną Olczyską i Doliną Suchej Wody. Nazwę wprowadził Władysław Cywiński, dawniej dolina ta nie miała nazwy.
Dolinka sięga górą pod Przysłop Olczyski, od południa opierając się o Królowy Grzbiet, od zachodu o Wielki Kopieniec i Mały Kopieniec. Od wschodu jej ograniczenie tworzy niska i podłużna wypukłość odgałęziająca się od Królowego Grzbietu kilkadziesiąt metrów na wschód od Wielkiej Szatry i ciągnąca się po Toporową Cyrhlę. Dolina ma wylot na wysokości ok. 975 m n.p.m. przy wielkim zakręcie drogi Oswalda Balzera pomiędzy Jaszczurówką a Toporową Cyrhlą. Około 200 m poniżej znajduje się wylot Doliny Suchej opadającej z Przełęczy między Kopieńcami i będącej odnogą Dolinki Chłabowskiej. Jest to już poniżej Tatr, za umowną granicę których w tym miejscu uznaje się drogę Oswalda Balzera.
Dnem doliny okresowo spływa Chłabowski Potok mający źródła na polanie Kopieniec. Dawniej cała dolina wraz z polaną należała do Hali Kopieniec. Stada na wypas pędzono drogami, które omijały najgłębiej wcięty dolny fragment Dolinki Chłabowskiej. Obecnie wypas kulturowy odbywa się tylko na polanie. Górną częścią doliny prowadzi szlak turystyczny.

## Szlaki turystyczne
Toporowa Cyrhla – polana Kopieniec – Przysłop Olczyski – Dolina Olczyska – Jaszczurówka. Czas przejścia: 2:20 h, ↓ 2:35 h.